# Creed Taylor
Creed Bane Taylor V, (13 de mayo de 1929 - 22 de agosto de 2022) fue un productor discográfico de jazz estadounidense, conocido sobre todo por su trabajo con CTI Records, que fundó en 1967. Su carrera también incluyó periodos en Bethlehem Records, ABC-Paramount Records (donde fundó el sello Impulse! Records), Verve y  A&M Records. En la década de 1960, dirigió la revolución musical internacional de la bossa nova y contrató a artistas brasileños para grabar en Estados Unidos, como Antônio Carlos Jobim, Eumir Deodato, João Gilberto, Astrud Gilberto y Airto Moreira. Ya en CTI fue líder para establecer el estilo post-fusión conocido por smooth jazz, que mezclaba jazz con soul y funk entre otros sonidos para su difusión en la radio y llegar a un público más amplio.
A lo largo de sus 50 años de carrera profesional produjo un notable catálogo de unos 300 álbumes en los distintos sellos discográficos, que elevaron el listón del jazz gracias a una calidad de sonido impecable, conceptos ingeniosos y portadas llamativas. A menudo convencía a los músicos de jazz para que ampliaran sus repertorios interpretando versiones de canciones pop, rock y música clásica.

## Primeros años e influencias
Taylor nació en Lynchburg, Virginia, y pasó su infancia en Bedford (Virginia), una ciudad rural en el centro de Virginia donde su padre tenía tierras y también un molino de harina al sur del estado. Su madre, Nina (de soltera Harrison), trabajaba como directora de personal.
Empezó a tocar la trompeta en la banda de música del instituto, atraído por los discos de Harry James y Dizzy Gillespie que escuchaba en la radio, y aunque creció rodeado de música country y bluegrass, desde su juventud se inclinó más por los sonidos de las big bands y del jazz: «Esta era una música más divertida de escuchar, más fresca. Te hacía sentir a la moda». También tocaba para bailes y bodas, y a veces en concierto con su grupo, los 'Four Kings and a Queen'.
El joven Taylor también era un ávido oyente y coleccionista de discos de jazz, y estaba al tanto de todas las tendencias jazzísticas del momento. Recuerda haber tenido una pequeña radio junto a su cama donde escuchaba, hasta altas horas de la noche, las emisiones en directo del presentador Sid Torin, conocido como "Symphony Sid", desde el club Birdland, en Nueva York, en las que Creed no solo escuchaba en directo el bebop de Charlie Parker o Lester Young, sino las narraciones sobre el glamour y el entorno social de los músicos de jazz de la época.
Después del instituto, Taylor se matriculó en psicología en la Universidad de Duke, atraído por la estrecha relación con Duke del compositor y líder de banda Les Brown, así como por la fuerte tradición de esta universidad con las bandas de jazz dirigidas por estudiantes, como los 'Five Dukes', un quinteto con el que Taylor tocó la trompeta durante un par de veranos en un club llamado Bop City en Virginia Beach.
En septiembre de 1951, después de graduarse fue reclutado por los marines y en 1952 fue enviado al frente en la guerra de Corea. Antes de irse, le destinaron unas semanas a la base de Camp Pendleton en California, a media hora al norte de San Diego, donde en sus permisos de fin de semana acudía al club Lighthouse de Hermosa Beach, uno de los núcleos del jazz de la costa Oeste, donde pudo escuchar al cuarteto original de Gerry Mulligan-Chet Baker, así como a Art Pepper, Red Norvo, Tal Farlow, Charles Mingus y muchos otros: «Me hice muy amigo de Shorty Rogers, que me enseñó estructuras de acordes y cómo escribía sus arreglos».
En septiembre de 1953 fue licenciado y volvió a Duke para tomar algunos cursos de postgrado durante un año. Pero enseguida decidió mudarse a Nueva York y ver cómo era realmente el Birdland. Le dijo a su familia que se iba a tocar en bandas de jazz, pero lo que realmente quería hacer era producir discos. Aunque no tenía formación formal en producción discográfica, recuerda que su «mezcla de ingenuidad y pensamiento positivo» le convenció de que podría tener éxito.
Como le comentó a Chris M. Slawecki para All About Jazz: «Así que me mudé a Nueva York y me inundé de la calle 52 y de todo el jazz que había. La historia de la calle 52, desde la Sexta Avenida hasta la Quinta, estaba llena de clubes a pie de calle. Todo eran casas de piedra rojiza y en cada edificio estaban Dizzy, Sarah Vaughan, Oscar Pettiford, etc. Me lo pasé en grande».

## Carrera profesional

### Bethlehem Records (1954-1955)
Tras llegar a Nueva York, Taylor se puso en contacto con otro antiguo alumno y batería de la Universidad de Duke que junto con un suizo con mucho dinero, Gus Wildi, habían cofundado una compañía discográfica independiente especializada en jazz llamada Bethlehem Records. Cuando contrataron a Taylor en 1954, el sello discográfico estaba en las últimas, seguían grabando discos de LP de 10 pulgadas a 78 rpm en una época en la que estaba apareciendo el formato de 10 pulgadas a 33 rpm que aumentaba tanto la duración de la grabación como la calidad del sonido.   Taylor quería inyectar nueva energía en el sonido de la discográfica, incorporando el nuevo estilo de cool jazz de la «Costa Oeste»: jazz moderno, relajado y en pequeños grupos que se estaba haciendo cada vez más popular entre un público más joven.
Con esta idea, convenció a la discográfica para que le permitiera producir para Bethlehem la grabación del primer LP de 10 pulgadas y 33 rpm del sello de la cantante Chris Connor con el trío del pianista Ellis Larkins y se lanzó con el nombre que le puso Taylor: Chris Connor Sings Lullabys of Birdland.
El álbum fue su primer intento de producir un disco de jazz y resultó ser un éxito sorpresa, salvando a Bethlehem Records de la quiebra. El resultado fue tan estupendo que unas semanas después Connor volvió a entrar en el estudio de grabación con el cuarteto del contrabajista Vinnie Burke para otro LP de 10 pulgadas que se tituló Chris Connor Sings Lullabys for Lover. Billboard informó que los dos primeros álbumes de 10 pulgadas de Connor, ocuparon los puestos n.º 1 y n.º 2 en la lista de jazz de la semana que terminó el 23 de abril de 1955.
A pesar de no estar acreditado en estos álbumes y debido en gran parte al éxito que alcanzaron, Taylor se convirtió en jefe de artistas y repertorio de Bethlehem, donde permaneció durante los siguientes dos años. Fue en Bethlehem donde empezó a incluir su firma en el reverso de las fundas de los discos. Esto fue una novedad en el negocio discográfico y ayudó a dar a conocer su nombre y a construir su mística como productor cuya misión era el gusto exquisito y la alta fidelidad. Otra innovación de Taylor fue plastificar las portadas, dándoles un aspecto elegante y pulido.
A finales de 1954 Taylor se mudó al Greenwich Village donde le llamó la atención la forma de tocar de un vecino flautista que estaba siempre practicando. Fue hasta su casa y así conoció a Herbie Mannque fue contratado en Bethlehem, donde grabó el primer álbum con su propio grupo titulado East Coast Jazz Series No. 4, producido por Taylor y en formato de 10 pulgadas y 33 rpm. A éste le siguieron otras 5 álbumes como solista con la discográfica, que convirtieron a Mann en una figura en ascenso en la escena de jazz de Nueva York, no solo como solista sino también como músico de sesión, alternado la flauta travesera y el saxo tenor.
Durante dos intensos años de aprendizaje acelerado para Bethlehem, Taylor produjo y grabó a artistas como Oscar Pettiford, Jack Teagarden, Ruby Braff, Carmen McRae, Charles Mingus, Urbie Green, Hal McKusick, Charlie Shavers y el quinteto J.J. Johnson-Kai Winding. Desde el principio, le fascinó descubrir artistas profesionales, pero también la realización y la producción técnica de discos de calidad, incluida su promoción radiofónica.

### ABC-Paramount  / Impulse! Records (1955 - 1961)
El crítico de jazz Marc Myers, en su entrevista con Creed Taylor publicada en JazzWax el 24 de agosto de 2022,  informa que en 1955, Taylor leyó un artículo en la revista Billboard sobre la creación de un sello discográfico por parte de ABC-Paramount. Le atrajo la idea, considerando que tendría mayor visibilidad, por lo que escribió a Sam Clark, su presidente, y solicitó una entrevista, siendo contratado inmediatamente y abandonando Bethlehem para incorporarse a ABC-Paramount. No obstante, el jazz no era la prioridad de la recién creada discográfica. Taylor tuvo que abrirse camino gradualmente y demostrarles primero que podía producir álbumes rentables de todos los estilos musicales.  No fue hasta abril de 1956, cuando pudo grabar su primer álbum de jazz para ABC-Paramount, con el trompetista Kenny Dorham, titulado Kenny Dorham and The Jazz Prophets. En 1957, logró su primer superventas en este sello con This Is How I Feel About Jazz, el primer álbum de larga duración de su gran amigo Quincy Jones como director de orquesta, grabado durante tres sesiones de estudio en septiembre de 1956,  con un elenco de los mejores músicos del momento: Art Farmer, Phil Woods, Lucky Thompson, Hank Jones, Paul Chambers, Milt Jackson, Art Pepper, Zoot Sims y Herbie Mann, entre otros.
En noviembre de 1957, Taylor lleva al estudio de grabación, junto con el trío vocal formado por Dave Lambert, Jon Hendricks y Annie Ross, un proyecto con arreglos de Lambert y letras de Hendricks, para interpretar canciones de temas de Count Basie. El productor consiguió para esta sesión la sección rítmica de Basie con el guitarrista Freddie Green, el contrabajista Eddie Jones, el batería Sonny Payne y el pianista Nat Pierce. El álbum, que se lanzó en 1958, bajo el título Sing a Song of Basie, alcanzó unas ventas significativas y obtuvo dos nominaciones en la primera edición de los Grammy que se celebró el 4 de mayo de 1959,lo que reforzó la posición de Taylor en ABC-Paramount.
En 1959, Taylor consideró que la manera de llevar la producción de jazz al siguiente nivel era tener su propio sello. Le planteó su idea a Harry Levine, vicepresidente de ABC-Paramount, para lanzar esta subsidiaría que llamaría Impulse! Records.  Sería un sello dedicado al jazz actual y de buen gusto, con una cuidada presentación e identificado con una combinación de colores llamativos (naranja y negro), donde cada álbum se empaquetara en una funda doble tipo gatefold con acabado plastificado brillante: «Teníamos que sacar discos de jazz que tuvieran buen aspecto y destacaran entre los demás discos de la tienda.»  Siguió incluyendo su firma en las contraportadas y contrató regularmente a los fotógrafos Pete Turner y Arnold Newman para que las portadas se diseñaran como obras de arte a la altura de la música que contenían.

Logo de Impulse! Records.

Creed Taylor tenía que hacer una demostración de fuerza a los distribuidores y tiendas de discos, así que, entre octubre y diciembre de 1960, se metió con los músicos en los estudios de grabación de Rudy Van Gelder en Englewood Cliffs (Nueva Jersey), y en 1961 Impulse! lanzó simultáneamente, cuatro discos: The Great Kai & J.J. Swinging Together, con los trombonistas Kai Winding y J.J. Johnson y Bill Evans al piano; Genius + Soul = Jazz, un álbum con Ray Charles y la big band de Count Basie, con arreglos de Quincy Jones y Ralph Burns;un segundo álbum con el septeto de Kai Winding, The Incredible Kai Winding Trombones y el disco Out of the Cool con el pianista, compositor y director de orquesta Gil Evans,este último considerado por 'The Penguin Guide to Jazz' como «uno de los mejores ejemplos de orquestación de jazz desde las primeras bandas de Ellington»y siendo nominado en 1961 para el Grammy a la mejor interpretación de jazz instrumental.
El 23 de febrero de 1961 se grabó el quinto álbum para el nuevo sello, esta vez con el saxofonista Oliver Nelson como líder, titulado The Blues and the Abstract Truth, considerado por el propio Taylor como un álbum épico, ya que reunió en este trabajo uno de los sextetos de jazz moderno más potentes de todos los tiempos: Bill Evans al piano, Freddie Hubbard a la trompeta, Eric Dolphy al saxo alto y la flauta, Paul Chambers al contrabajo y Roy Haynes a la batería.  El tema que "Stolen Moments" de Nelson, se ha convertido en un estándard y es considerado por el historiador y crítico de jazz Ted Gioia como un tema que debería estar en cualquier lista de los mejores temas de jazz de todos los tiempos.
El sexto y último álbum de Taylor con Impulse!, titulado Africa/Brass, fue el primero de John Coltrane para este sello. Coltrane firmó con Impulse! después de que ABC-Paramount comprara su contrato a Atlantic Records en 1960 y se convertiría en una de las señas de identidad de Impulse!, donde grabaría 20 álbumes antes de su fallecimiento en 1967.  Taylor buscaba demostrar al mercado que la discográfica poseía un catálogo de jazz sólido al contar con Trane entre sus artistas. Para inaugurar su etapa en el nuevo sello, Taylor organizó en 1961 la grabación de Africa/Brass, en dos sesiones de estudio. El productor añadió al cuarteto de Coltrane una orquesta de 17 músicos para interpretar temas inspirados en el blues, el folclore, los espirituales y el recuerdo de las canciones asociadas a la esclavitud. Los impresionantes solos de Coltrane en esta grabación anticipan la dirección vanguardista que tomaría su carrera en el futuro.

### Verve Records (1961-1966)
En 1961, Creed Taylor dejó Impulse! para aceptar un puesto en Verve Records.   El fundador del sello Norman Granz, uno de los ídolos de Taylor, había vendido Verve a MGM, por lo que el presidente de MGM/Verve,  Arnold Maxim,  le hizo una oferta estupenda y fichó a Taylor, uno de los productores jóvenes más prometedores, para dirigir Verve, un sello con una enorme lista de grandes artistas de jazz.
El trabajo de Taylor en Verve consistiría en grabar nuevos álbumes y fichar nuevos talentos para el sello. No tendría que ocuparse del catálogo ya publicado de la discográfica ni tampoco iba a permitir que la agencia de publicidad de MGM diseñara sus portadas. Él se encargaría de ello con su propio director artístico y las fotografías de Pete Turner, que ya había utilizado para las portadas de ABC e Impulse!.
Cuando Taylor se unió a Verve,  empezó a trabajar con artistas a los que no había grabado en sus anteriores empleos, como Paul Desmond, Dave Brubeck, Cal Tjader, Chet Baker, pero que ya cocía desde 1952, cuanto frecuentaba el club de jazz de Hermosa Beach en su etapa con los marines.
Algunos de los primeros álbumes en los que Taylor trabajó para Verve fueron con la vocalista de jazz Anita O'Day, un terreno musical familiar para el ya que sus primeros discos como productor fueron con la cantante Chris Connor, ambas de la orquesta de Stan Kenton.Taylor produjo los álbumes de O'Day All the Sad Young Men (1962), una colección de brillantes y difíciles temas de big band del arreglista y compositor emergente Gary McFarland, y Anita O'Day & the Three Sounds (1963).
Pero había otro motivo importante para que Taylor cambiara de discográfica: Stan Getz, a quien seguía desde que le escuchara por primera vez en 1950 con la banda de Woody Herman. «Todo el tiempo quise grabar a Stan, pero no podía porque él había firmado con Verve cuando yo estaba en Bethlehem y ABC/Impulse. En Verve, sabía que finalmente tendría la oportunidad de hacerlo».
En julio de 1961, Taylor grabó con Getz su primer álbum, Focus,un concepto musical innovador que ningún músico de jazz había intentado hasta entonces. A petición de Getz, Eddie Sauter fue el encargado de componer una serie de piezas para orquesta de cámara de cuerdas, arpa y percusión, sobre las cuales Getz incorporaría sus propias improvisaciones.  No hubo ensayos previos, excepto los realizados en el estudio el día de la grabación. Focus salió a la venta en marzo de 1962 y recibió críticas muy favorables en la prensa musical, siendo considerado por el propio saxofonista como su obra maestra. Ese mismo año, Eddie Sauter fue nominado al Grammy en la categoría de 'mejor arreglo instrumental' por el sencillo de Focus.
En Verve, Taylor lideró una revolución musical mundial, impulsando la ola internacional de la «bossa nova». Todo comenzó en septiembre de 1961, el guitarrista Charlie Byrd llamó a Taylor para que escuchara algunos discos con música brasileña que había traído de Brasil, y también para que escuchara algunos de esos temas al teléfono. Taylor pensó que sería buena idea que Stan grabara para Verve un álbum de música brasileña con Charlie, y a ambos les pareció genial.
En febrero de 1962, Stan y Taylor volaron a Washington D. C., donde se encontraba Charlie Byrd y su sección rítmica, con la que el guitarrista había estado de gira por Brasil. Iban a grabar en la sala de reuniones de una pequeña iglesia afroamericana que Byrd había encontrado, llamada All Souls Unitarian. No era un estudio oficial ni nada parecido, pero el auditorio de la iglesia tenía buena acústica. Stan y Taylor llegaron a D.C. a las 2 de la tarde y se fueron a las 6 de la tarde. El álbum se grabó en tan poco tiempo gracias a lo bien ensayada que estaba la sección rítmica de Byrd y a la impecable interpretación de Getz. El ingeniero, Ed Green, había montado para la sesión un magnetófono Ampex de 2 pistas y 7½ pulgadas con tres micrófonos.
Cuando Taylor regresó a Nueva York y escuchó la cinta de la grabación en el estudio, supo al instante que allí estaba ocurriendo algo nuevo. Decidió que titularía el álbum Jazz Samba. Aún no existía el término "bossa nova" y para Taylor estaba claro cómo presentar esta música a los compradores: «Mira, es jazz y es samba. No tenemos otra forma de describir la música. Así es como tiene que ser».
El álbum se publicó en abril de 1962 y rápidamente escaló posiciones en las listas de discos pop: el sencillo alcanzó el n.º 15 en septiembre de 1962, y en marzo de 1963 se convirtió en el único álbum de jazz en alcanzar el n.º 1 de la lista Billboard de pop, permaneciendo en ella durante 70 semanas. En Mayo de ese mismo año, durante la 5.ª edición de los Premios Grammy, Stan Getz ganó el Gammy en la categoría de mejor interpretación de jazz instrumental por 'Desafinado' y el álbum recibió otras 3 nominaciones. Tras el repentino éxito de Jazz Samba  y "Desafinado", Stan Getz le pidió a Gary McFarland que arreglara un álbum de bossa nova para big band. La grabación tuvo lugar los días 27 y 28 de agosto de 1962. El disco, titulado Big Band Bossa Nova, contenía cuatro temas de autores brasileños y cuatro composiciones originales de McFarland. Aunque no alcanzó el éxito de su predecesor, el álbum logró un buen desempeño en las listas, alcanzando el puesto 13 en la lista de los 200 álbumes más vendidos de Billboard y manteniéndose allí durante 23 semanas. Además, fue nominado para dos premios Grammy en la edición de 1962.
Todos estos éxitos reforzaron la reputación de Taylor como productor estrella emergente.

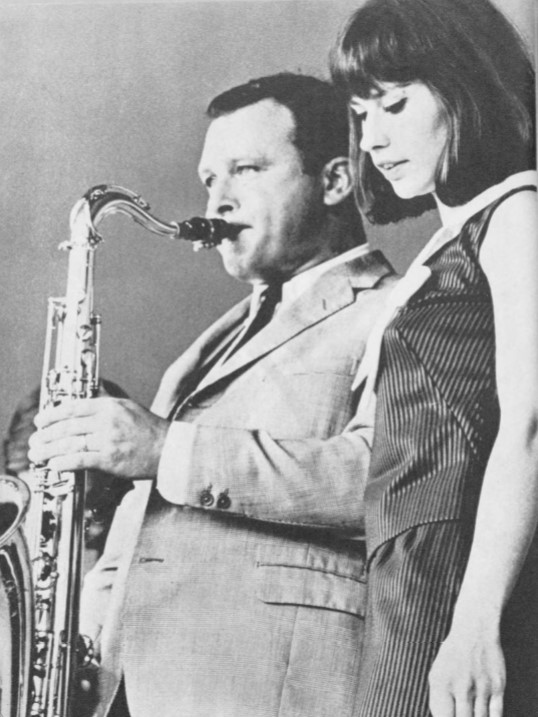
Stan Getz y Astrud Gilberto (1964).

En 1963, la bossa nova estaba en pleno apogeo. Muchos de los músicos que la habían inspirado se habían trasladado a Estados Unidos, algunos de ellos a instancias de Stan Getz, quien inició entonces su llamada trilogía brasileña,tres LP consecutivos que se grabaron en febrero y marzo de 1963, cuando las ventas de Jazz Samba alcanzaban su punto álgido, pero los lanzamientos fueron escalonados. El primero, Jazz Samba Encore! lanzado en abril de 1963, fue un intento de aumentar la magia de la bossa nova, con el atractivo añadido de la presencia de auténticos músicos brasileños (Luiz Bonfá a la guitarra y Antonio Carlos Jobim a la guitarra y al piano) y una vocalista femenina (María Toledo) en cuatro temas. Las ventas fueron respetables. También en 1963, tres semanas después de la sesión con Bonfa, Taylor organizó otra sesión de grabación de Stan Getz con otro guitarrista brasileño estrella, Laurindo Almeida, Stan Getz with Guest Artist Laurindo Almeida, un álbum que por estrategias de lanzamiento no se publicó hasta 1966, anunque la calidad del trabajo fue excelente. Getz y Almeida estaban acompañados por percusionistas brasileños y los músicos norteamericanos Steve Kuhn al piano y George Duvivier al contrabajo.
Sin embargo, con Getz/Gilberto, lanzado en marzo de 1964, se hicieron de oro, convirtiéndose en uno de los álbumes de jazz más vendidos de todos los tiempos,  impulsado por el éxito de 'Girl From Ipanema' una canción de Jobim con letra de Vinicius de Moraes, cantada por Astrud Gilberto por voluntad de Getz, quien quería que el tema se cantara en inglés, ya que su marido João no podía hacerlo. La contribución vocal de Astrud en este tema y en 'Corcovado', por las que nunca recibió una compensación económica suficiente, proporcionó un encanto inefable al álbum que lo convirtió en un gran éxito y marcó el inicio de su carrera profesional como cantante. El disco permaneció 96 semanas en la lista de álbumes más vendidos, dos de ellas en el puesto número dos, que le arrebataron los Beatles. El álbum también le valió a Getz, y a Taylor,  el premio Grammy por el mejor álbum instrumental en la 7.ª edición de los Premios Grammy de 1965,  así como el Grammy a la  Mejor ingeniería de grabación por los arreglos de Phil Ramone. El sencillo "La Chica de Ipanema" recibió el Grammy a la Grabación del año, junto con otras 3 nominaciones en otras categorías.
La bossa nova se convirtió en una de las tendencias musicales del jazz a principios de los años sesenta y Creed Taylor estaba en el centro de la misma. Como dijo el crítico y letrista Gene Lees: «Si no fuera por Creed Taylor, estoy convencido, la bossa nova y la música brasileña en general se habrían replegado sobre sí mismas, habrían vuelto a Brasil... en lugar de ser la música mundial y la tremenda influencia sobre el propio jazz en la que de hecho se convirtieron».
En 1962, Taylor consiguió que Bill Evans firmara con Verve. Para su primer trabajo con la discográfica en 1963, Evans tuvo la iniciativa de grabar un disco "en solitario" en el que tocaría tres pianos. A Taylor le gustó la idea y la llevaron a la práctica, como el mismo describe:  «Bill quería grabar tres líneas diferentes. Yo sabía lo que era el overdubbing y disponía de un equipo multipista. Cuando entramos en el estudio, grabamos una pista principal. Luego Bill se acompañaba a sí mismo en la segunda pista mientras escuchaba la pista principal a través de los auriculares. Después, grababa la tercera pista mientras escuchaba las otras dos. Yo estaba en la cabina, escuchando con los auriculares. Fue un proceso increíble».
El álbum que incluía cinco estándares de jazz y tres composiciones de Thelonious Monk fue acertadamente titulado por Taylor Conversations with Myself y gracias a él, Evans ganó su primer Grammy en 1964 en la categoría de Mejor álbum de Jazz Instrumental Individual o Grupo.

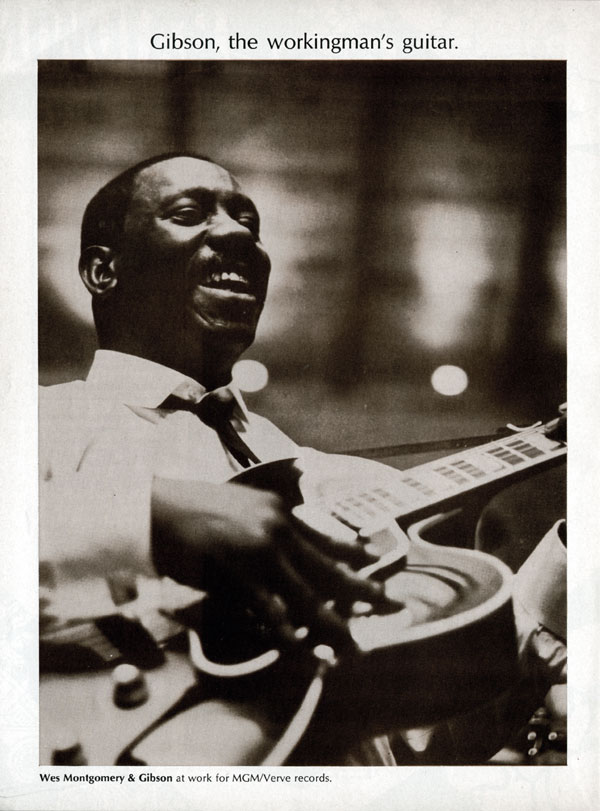
Wes Montgomery en una sesión de grabación para Verve. (Anuncio de Guitarras Gibson. Publicado en 1967, probable la foto sea de fecha anterior).

Otro logro destacado para la discográfica fue la firma de Wes Montgomery con Verve en 1964, gracias a la buena relación que tenían su mánager y contrabajista John Levy, y Creed Taylor.  El contrato de Wes había sido liberado por la discográfica Riverside, que tenía serios problemas financieros. Taylor tenía una estrategia de marketing clara para el guitarrista, a quien admiraba y seguía: hacer que Wes tocara melodías pop más conocidas por un público más amplio, reducir la cantidad de solos, limitar las canciones a un formato de radiodifusión y en un contexto de big band. Este planteamiento se aplicó en el álbum de debut de Wes para Verve, Moving Wes, grabado en noviembre de 1964, acompañado por arreglos de la orquesta dirigida por Johnny Pate. Durante la estancia del guitarrista con la discográfica, hasta 1966, Taylor le produjo nueve álbumes. Los primeros cuatro álbumes se grabaron en doce meses, lo que requería una coordinación importante y la elaboración de arreglos para las orquestas, considerado un milagro logístico según los estándares técnicos actuales. Going Out of My Head con arreglos de Oliver Nelson, se publicó en la primavera de 1966 y ese mismo año obtuvo el Grammy en la categoría de Mejor Álbum de Jazz Instrumental, siendo el primer álbum de Wes en alcanzar cerca del millón de unidades vendidas. La estrategia de Taylor había tenido éxito y Wes había llegado al gran público.
Taylor también grabó en Verve a artistas de jazz como Jimmy Smith, Kai Winding, Johnny Hodges, Jack Teagarden, Bob Brookmeyer, Coleman Hawkins, Kenny Burrell, Wynton Kelly, Grant Green, Donald Byrd, entre otros, abarcando todos los registros musicales: jazz, bossa nova, soul, R&B, integrando la música clásica y el pop, animando a los artistas a realizar encuentros sorprendentes, no siempre excepcionales, pero rodeándose de los mejores profesionales, como Rudy Van Gelder, con quien forjó una relación duradera, o el arreglista Don Sebesky, y siempre cuidando especialmente las fotos y el diseño de las portadas.

### A&M / CTI Records (1967 - 1969)
Tras su éxito con Verve, Creed Taylor dio otro giro a su carrera profesional en 1966, esta vez se marchó con A&M Records, la discográfica copropiedad del artista de jazz-pop Herb Alpert y el empresario discográfico Jerry Moss. Según comenta el propio Taylor en las entrevistas mantenidas con el escritor y periodista Marc Myers, las bases de este cambio se estableció durante la cena de la entrega de los Grammy de 1965, donde el álbum Getz/Gilberto recibió importantes premios. Alpert y Moss hablaron con Taylor de su idea, tal como recuerda el productor: «Querían grabar jazz, y supongo que pensaron que quién mejor que Creed Taylor para hacerlo».

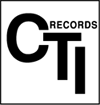
Logo de CTI Records.

En efecto, querían que Taylor fundara un sello subsidiario de jazz dentro de A&M que, con las propias iniciales del productor, se llamaría 'CTI' (Creed Taylor Incorporated), y así, en 1967, nació CTI Records,  combinándolo con el trabajo de producción de giras de conciertos bajo el mismo nombre de CTI para apoyar las ventas. A&M ofreció a Taylor la increíble suma de un millón de dólares por un contrato de cinco años para dirigir esta sub-marca de jazzy lo que motivó su decisión fue que tendría el control absoluto de los artistas, el material musical, los títulos de los álbumes, el embalaje, el marketing... de todo. En palabras de Taylor, «Llevaba toda mi carrera trabajando para conseguir ese nivel de independencia creativa».
Taylor abandonó Verve y se llevó consigo al diseñador Sam Antupit y al fotógrafo Peter Turner para completar su equipo. Los dos últimos crearon las características portadas de los discos utilizadas por CTI a finales de los sesenta y principios de los setenta. Aunque los discos eran oficialmente lanzamientos de A&M, el logotipo de CTI era claramente visible en las cubiertas y etiquetas de los 27 primeros lanzamientos (serie 3000 del catálogo de CTI CTI Records#Serie 3000). Herbie Hancock y Ron Carter fueron contratados como músicos de sesión habituales. Antonio Carlos Jobim y Wes Montgomery fueron algunos de los primeros artistas contratados por CTI,y más tarde George Benson y Freddie Hubbard, cada uno de los cuales mezclaba jazz, pop, música latina y R&B a su manera.  Además, Taylor siguió explorando sus éxitos de bossa nova con nuevas grabaciones de músicos brasileños como Tamba 4, Walter Wanderley y Milton Nascimento.
En menos de doce meses, entre junio de 1967 y mayo de 1968, CTI grabó tres álbumes con Wes: A Day in the Life, Down Here on the Ground y Road Song. Todo se había pensado al detalle: desde el diseño de la funda hasta la elección de los títulos y los arreglos orquestales comercialmente perfectos.
Entre el 22 de octubre y el 5 de noviembre de 1969, pocas semanas después de que los Beatles publicaran su famoso álbum Abbey Road, Benson y Taylor se metieron en el estudio con músicos como Bob James, Herbie Hancock y Freddie Hubbard y una orquesta de 17 instrumentos para grabar una interpretación de soul jazz del disco que se lanzaría en 1970 con el título de The Other Side of Abbey Road.
En 1969, Taylor llegó a un acuerdo amistoso para abandonar A&M, llevándose consigo a CTI como sello propio y encargándose A&M inicialmente de la distribución.
En 1984, A&M remasterizó y reeditó 16 de sus mejores títulos con CTI, un tributo a la perdurable calidad de las producciones de Creed Taylor. Varios títulos de discografía de la serie 3000 se editaron en CD en 1988-89 con un innovador embalaje digipack. Pero desde entonces se han descatalogado y ahora son muy difíciles de encontrar (o están terriblemente deteriorados). Cada uno de los títulos de George Benson y Wes Montgomery de la serie 3000 se reeditaron en CD en 1999. Pero desde que Universal adquirió el sello A&M, Verve se encarga de esta serie. A principios de 2000, la empresa de Creed Taylor anterior a A&M, hizo un buen trabajo reeditando sólo tres títulos de A&M/CTI (We And The Sea, From The Hot Afternoon y Tide). Sin embargo, ninguno de los otros álbumes de los primeros tiempos de CTI ha visto aún la luz en formato de CD.

### CTI Records (1969 - 1990)
En 1970, Creed Taylor lanzó CTI como entidad independiente, contribuyendo a definir el sonido del jazz y del jazz fusión en la década de 1970. El cambio se vio en el paso de los fondos blancos de las portadas al negro. George Benson también hizo la transición, quedándose durante los mejores años de CTI hasta 1976. Algunos de los mejores intérpretes de la música, como Freddie Hubbard y Stanley Turrentine, fueron reclutados por CTI y acabaron creando algunas de sus grabaciones más notables bajo la producción de Taylor, con Don Sebesky como el arreglista principal.  En 1974, CTI fue reconocida por Billboard como "discográfica del año".
El primer álbum que Taylor grabó en 1969 con su sello independiente no fue un disco de jazz sino el álbum homónimo de debut de la poetisa y cantante Kathy McCord. Este disco de estudio con temas folk-rock se publicó en 1970 y acompañaban a la cantante un equipo de músicos de jazz de primera fila entre los que estaba el flautista Hubert Laws como músico de sesión.
Fue con este último con el que ese mismo año Taylor grabó su primer álbum de jazz para CTI, Crying Song, en dos sesiones de grabación, una de 5 temas en los American Recording Studios de Memphis, con la sección rítmica que había acompañado a Elvis Presley y otra de 3 temas en los Van Gelder Recording Studios de Englewood Cliffs, Nueva Jersey. Se da la particularidad de que se grabó para este álbum una versión del tema de los Beatles 'Let It Be' en julio de 1969, aunque el grupo de Liverpool no lo publicaría como sencillo hasta marzo de 1970. Según contó Taylor en su entrevista con Marc Myers esto se debió a que en aquella época, CTI y George Martin compartían el mismo abogado. Taylor le había dado al abogado en 1967 una copia de A Day in the Life de Wes Montgomery y él se la llevó a Paul McCartney. Parece que le gustó tanto que, en 1969, Paul le envió una cinta con una línea de voz y piano de 'Let It Be', con su autorización de que podría grabar la canción con cualquier artista de jazz que deseara. Lo que se convirtió en el tema de 3:32 minutos que Hubert Laws interpreta con la flauta contralto y que cierra el álbum. En 1970 produjo el álbum de debut de Freddie Hubbard para el nuevo CTI, Red Clay, una sesión en la que dejó al trompetista la libertad y el espacio para improvisar todo lo que quisiera, y demostrar sus fortalezas como compositor, solista y líder de un conjunto de gigantes como el saxofonista tenor Joe Henderson, Herbie Hancock, Ron Carter y el baterista Lenny White, este último antes de incorporarse al grupo Return to Forever.
A finales de 1970, CTI publicó su primer álbum en directo, Bill Evans - Montreux II. Grabado en el Casino de Montreux, Suiza, el 19 de junio de 1970, un concierto muy esperado producido por Helen Keane, musa y mánager de Evans durante muchos años. Aunque se trataba de una magnífica actuación en directo, en la que el pianista se encontraba en plena forma, acompañado por el bajista Eddie Gómez y el batería Marty Morell, la grabación tenía algunos problemas de sonido, especialmente durante algunos solos de Gómez. El ingeniero Rudy Van Gelder se encargó de la remasterización de este álbum para CTI, pero no podía hacer mucho con lo que se había registrado en la cinta original.
En 1973 llegó el primer gran éxito de ventas de CTI con Prelude, de Eumir Deodato. El álbum alcanzó el n.º 3 en la lista de álbumes de Billboard, y la versión del tema  'Also sprach Zarathustra' de Richard Strauss, el sencillo del álbum, llegó al n.º 3 en la lista pop de Billboard ese mismo año. El propio Creed Taylor tuvo la idea de hacer este álbum después de quedar impresionado por la pieza de Strauss en la película de Stanley Kubrick, 2001: Odisea del espacio, y le pidió a Deodato si podía hacer un arreglo de este tema, lo que le dio la oportunidad de dar un paso al frente como director de orquesta, con algunos temas propios y un buen número de interpretaciones jazzísticas de piezas clásicas convertidas en temas de tempo medio, a veces exuberantemente orquestados y con el protagonismo del piano eléctrico de Deodato.
En 1974, CTI records cambió la distribución de sus discos a Motown Records, pero a finales de los setenta empezaron los problemas legales y financieros, cuando los costes asociados a la distribución y la expansión excesiva no pudieron compensarse con las ventas de álbumes. La música disco y otras formas de música de baile estaban desviando el mercado de masas de CTI. Además, otros sellos se hacían con los artistas de CTI con contratos más importantes. CTI se declaró en quiebra en 1978 y Columbia adquirió el catálogo de CTI, que había sido la garantía de un préstamo de 600.000 dólares.
El último disco que sacó CTI en 1981, antes de una pausa de cinco años fue una sesión de estrellas llamada Fuse One, con Stanley Clarke, Ronnie Foster, John McLaughlin y un emergente Wynton Marsalis. Sin embargo, Creed Taylor no dejó morir a CTI Records. En 1989, reestructuró el sello y volvió a trabajar con Van Gelder para grabar Rhythmstick, un álbum que se publicó en 1990 y que presentaba una banda "all-stars" que incluía a Dizzy Gillespie, Tito Puente, Phil Woods, Art Farmer, «Smitty» Smith, Bernard Purdie y Charlie Haden.
CTI fue un sello importante en la carrera musical de George Benson. Cuando Taylor llamó al guitarrista para decirle que había empezado con su propio sello discográfico, CTI, Benson le dijo que estaría encantado de dejar A&M y unirse a Taylor en su nuevo proyecto. Benson confiaba plenamente en Taylor y, aunque en una entrevista de 2014 había reconocido que a Taylor no le gustaba su voz, consideraba que «trabajando con Creed éramos socios».
Ambos ya habían colaborado en cuatro álbumes grabados en 1969 para A&M: Shape of Things to Come y Tell It Like It Is, ambos lanzados en 1969, The Other Side of Abbey Road, lanzado en 1970 y I Got a Woman and Some Blues, que no fue lanzado hasta 1984. El primer álbum de los 8 que grabó para CTI como solista en febrero de 1971 fue Beyond the Blue Horizon. No sólo es uno de los discos de jazz con más cuerpo del guitarrista, sino también probablemente el mejor documento de la fluidez técnica de Benson y de sus habilidades para improvisar en cualquier tempo. Ese mismo año, en noviembre de 1971 grabó White Rabbitt , donde también daban a conocer a un joven guitarrista llamado Earl Klugh. En julio de 1973, Body Talk. En abril de 1974, Bad Benson (también lazanzado como Take Five). El 11 de enero de 1975 actúa en el Carnegie Hall y en 1976 se lanzó el LP In Concert - Carnegie Hall, con esta actuación en directo.  En julio de 1975 Good King Bad (también lanzado como Cast Your Fate To The Wind), y en la misma fecha se graba otro álbum, Pacific Fire, que no se lanzaría hasta 1983. Entre enero y marzo de 1976 graba su último álbum en solitario para CTI, Benson & Farrell, una colaboración con el flautista y saxofonista Joe Farrell. A estos trabajos como solista, y en el mismo período de tiempo, hay que añadir sus 21 colaboraciones como músico de sesión en discos de otros artistas de CTI, como Johnny Hammond, Freddie Hubbard, Hubert Laws o Stanley Turrentine, entre otros.
En 1975, Warner Bros. y CTI llegaron a un acuerdo para alternar la producción de los álbumes de George Benson. El plan consistía en que Benson grabara un álbum para Warner, el siguiente para CTI, y luego de nuevo para Warner, y así sucesivamente. Sin embargo, el primer álbum que grabó como solista con Warner en 1976, Breezin', que incluía "This Masquerade", fue un éxito masivo que vendió más de dos millones de copias. Debido a esto, Warner impidió que el guitarrista grabara con CTI como solista, rompiendo el acuerdo entre las dos compañías. Warner prefirió enfrentarse a CTI en los tribunales antes que permitir que el siguiente álbum de Benson, que se esperaba que fuera otro gran éxito, se publicara bajo el sello de CTI. En 1988 la demanda de Taylor se resolvió a favor de CTI, que fue indemnizada por Warner con 3 millones de dólares.
Taylor aprovechó estos recursos para resucitar con éxito el sello durante la primera mitad de la década de 1990, grabando a Dizzy Gillespie, Larry Coryell, Jim Hall y, quizás lo más significativo, al bajista Charles Fambrough y al pianista Ted Rosenthal. Pero los problemas financieros impidieron la publicación de nuevo material de CTI y la distribución de una serie de títulos producidos a comienzos de la década de 1990.

### Los últimos años
En 2000, Universal, propietaria de los másters de A&M/CTI producidas por Creed Taylor entre 1967 y 1970, publicó títulos de Paul Desmond, Quincy Jones, Tamba 4 y Antonio Carlos Jobim. Sony, propietaria de los derechos del catálogo CTI de 1970-80 en Estados Unidos y Europa, había hecho un trabajo marginal (en el mejor de los casos) publicando y reeditando varios títulos de CTI en 2002: 15 títulos en Estados Unidos y el Reino Unido, con otras cinco reediciones en el Reino Unido, de las cuales tres se publicaron finalmente fuera de Japón y una, Power Of Soul, de Idris Muhammad, se publicó por primera vez en CD. En 2009, Taylor realizó una gira por Europa con la banda ‘CTI All Stars’. El primer concierto en el Festival de Jazz de Montreux fue grabado y filmado para un CD/DVD/Blu-ray, CTI All Stars At Montreux 2009, con Hubert Laws, Airto Moreira, Flora Purim, Randy Brecker, John McLaughlin, George Duke, Mark Egan y el invitado especial Jamie Cullum en uno de los temas.  El ingeniero de sonido del álbum fue Rudy Van Gelder y la imagen artística de la portada fue obra de Pete Turner. Ese mismo año, el propio Taylor produjo, por primera vez, una extensa serie de reediciones de CTI en formato SHM-CD, la serie conocida como «The CTI + RVG», trabajando por última vez con Van Gelder.
En 2010, Taylor volvió a reunir a los CTI All Stars para otra gira, esta vez con el trompetista Brian Lynch en sustitución de Randy Brecker. Se grabó en vídeo en la 41 Semana Internacional de Jazz de Burghausen, en el que interpretaron 13 temas y se emitió en la televisión alemana.

### Subsidiarias de CTI Records
Entre 1969 y 1984 Creed Taylor fundó varios sellos filiales de CTI Records, con la finalidad, entre otros motivos,  de editar trabajos musicales especificos, no estrictamente relacionados con el estilo dominante de la compañía principal.
Kudu Records: En 1971 Taylor creó Kudu Records como filial de CTI, en palabras del productor: «un sello de concienciación negra, más comercial que CTI y autóctono de la música popular negra de Estados Unidos. Quería producir un tipo de música completamente diferente para un público específico.» El contenido rítmico era el sonido conductor. «Era jazz, soul y R&B todo envuelto en un paquete.» Los discos de Kudu nunca tuvieron una presentación tan impresionante como los de su empresa matriz, CTI. Todas las ediciones (excepto los dos discos dobles de Grover Washington, Jr.) se publicaron en fundas de bolsillo único y la mayoría incluía poco más que una foto del artista con su nombre y el título del álbum. Pero fue un sello exitoso, sobre todo a partir del álbum de debut de Grover Washington, Jr., Inner City Blues, lanzado en 1972 que se convirtió un gran éxito de soul-jazz. Cada uno de los sucesivos álbumes de Washington, guiado por los hábiles arreglos de Bob James, siguieron ganando popularidad con Feels So Good y Mister Magic reinando en las listas de éxitos hasta 1975. El sello Kudu produjo parte de la mejor música de la familia CTI añadiendo a su catálogo hasta 40 discos de artistas como Joe Beck, Hank Crawford, Grant Green, Eric Gale, Phil Upchurch, Idris Muhammad, Esther Phillips, Johnny "Hammond" Smith and Dr. Lonnie Smith.
Kudu desapareció más o menos en 1978, aunque Creed Taylor intentó revivir el sello en 1983, con el álbum Side Star de Grover Washington, Jr. y para otros dos CDs en 1993 y 1996.
Salvation Records: Este sello filial de CTI fue creado por Taylor en 1972 con la idea de fusionar el jazz con el góspel para grabar un álbum con Hank Crawford como solista de saxofón y al Coro B. C. & M. de Nashville como acompañamiento (cuyo nombre simbolizaba la unión de iglesias bautistas, católicas y metodistas) para grabar el álbum Hello Sunshine, probablemente el álbum más insólito y, tal vez, menos conocido de las tres décadas de historia de CTI Records. Sin embargo Salvation Records no despegó por sí solo hasta el lanzamiento en 1974 del álbum Virgin Land del percusionista Airto Moreira. A partir de entonces, los pocos lanzamientos de Salvation durante 1974-75 fueron discos de jazz y R&B que no contaban con la producción de Creed Taylor o la asistencia del ingeniero Rudy Van Gelder. Entre 1975 y 1977, el sello también publicó tres discos de Roland Hanna, pero sólo en Japón. Taylor volvió a intentar lanzar el sello en 1982 con The Power The Glory And The Music, una colección de música de CTI previamente editada que aludía a temas góspel interpretados por Hubert Laws, Nina Simone y Stanley Turrentine, y una vez más en 1996 con otro CD góspel de la cantante Faith Howard, He's Got Everything.
Three Brothers Records: Concebida como una filial «popular» de CTI, el nombre Three Brothers hacía referencia a los tres hijos de Creed Taylor (John W., Blake y Creed Jr.) y publicó en 1974 el álbum homónimo del cantante Lou Christie, producido por el teclista Tony Romeo. Este LP a su vez dio lugar a un buen número de sencillos de 45 rpm lanzados entre diciembre de 1973 y diciembre de 1974. El sello Three Brothers resurgió brevemente en 1994 para publicar el CD Thunder Island del ex trompetista de Atlantic Starr, Duke Jones.
Greenestreet Records: En 1984, Taylor fundó Greenestreet Records, un sello que tuvo una corta vida con solo cuatro lanzamientos, aunque se grabaron seis álbumes. Entre ellos, se incluyó el álbum debut en Estados Unidos del trompetista brasileño Claudio Roditi, Red On Red, acompañado entre otros por Paquito D'Rivera al saxofón alto y Jorge Dalto en el sintetizador. El nombre del sello, que en los primeros dos lanzamientos se escribía como «Greene Street», se inspiró en un lugar especial para Taylor. Todos los discos fueron producidos por Rudy Van Gelder, colaborador habitual de Taylor.

### Acuerdos de distribución de CTI para Europa
En lo que parece ser el intento de Creed Taylor de asumir el papel de magnate de la industria discográfica, estableció relaciones con otras compañías para distribuir el catálogo de CTI en Europa.
En 1972 firmó un acuerdo con el sello sueco Metronome que permitía la distribución de títulos estadounidenses de CTI en Suecia -donde ya existía un público de jazz floreciente y una comunidad jazzística- y, a cambio, permitía que las producciones suecas de Metronome fueran distribuidos por CTI en Estados Unidos. En América, el acuerdo dio lugar a sólo tres lanzamientos, todos ellos del flautista y compositor sueco Björn J:son Lindh. CTI americanizó un poco su nombre para los dos primeros lanzamientos como «Jayson Lindh» aportando una amalgama musical particularmente interesante y atractiva que mezclaba jazz con funk.
En 1993, Creed Taylor firmó un contrato con la discográfica alemana ZYX Records para publicar sus álbumes CTI recién grabados. La relación también permitió a Taylor reeditar sus anteriores producciones más destacadas de los sellos Bethlehem, ABC, Impulse y Verve. Durante este acuerdo, se publicaron casi 30 grabaciones bajo el sello CTI o «PDCTI» (las 25 primeras en 1993 y las 4 restantes en 1994), antes de que Taylor pusiera fin al contrato con ZYX y comenzara a publicar únicamente las grabaciones más recientes en Europa a través de TIM/Hommage.

## Muerte
Taylor falleció el 22 de agosto de 2022, a la edad de 93 años.  El productor había estado visitando a su familia en Winkelhaid, Alemania, donde sufrió un accidente cerebrovascular el 2 de agosto. Fue trasladado a un hospital de la cercana ciudad de Núremberg, donde falleció a causa de una deficiencia cardiaca.
Dos días después del fallecimiento de Creed Taylor, el periodista y crítico musical Marc Myers, colaborador habitual de The Wall Street Journal, publicó un extenso artículo que recopilaba las 19 entrevistas que le había realizado para JazzWax. Myers, quien llegó a conocerlo profundamente, lo describió de la siguiente manera:

## Premios y reconocimientos
Los álbumes y temas producidos por Creed Taylor han ganado 11 premios Grammy y 27 nominaciones en las distintas categorías. En 1973 se establece un otorgamiento especial llamado el Salón de la Fama de los Grammy, para reconocer a las producciones con más de 25 años por su calidad o su significado histórico. Actualmente hay más de 850 galardonados y las producciones de Creed Taylor cuentan con 5 álbumes y dos discos sencillos.
Sin embargo, Taylor no ha sido reconocido oficialmente en su labor de productor discográfico, por la Academia Nacional de Artes y Ciencias de la Grabación, que con sede en Santa Mónica, Estados Unidos, se encarga de otorgar anualmente los Premios Grammy. Esto se debe principalmente a que los productores no fueron reconocidos oficialmente por la Academia de la Grabación hasta 1974. La última de las producciones de Taylor en ganar un premio fue en 1976, por George Benson «Theme From Good King Bad», que ganó el Grammy a la Mejor Interpretación Instrumental R&B.

### Tabla de premios Grammy
| Año  | Categoría                                                                             | Trabajo                                                                      | Resultado | Ref.   |
| ---- | ------------------------------------------------------------------------------------- | ---------------------------------------------------------------------------- | --------- | ------ |
| 1959 | Mejor interpretación de grupo vocal                                                   | Sing a Song of Basie (ABC-paramount)                                         | Nominado  | [ 13 ] |
| 1959 | Mejor interpretación de grupo de jazz                                                 | Sing a Song of Basie (ABC-paramount)                                         | Nominado  | [ 13 ] |
| 1961 | Mejor interpretación de jazz instrumental - Grupo grande                              | Out of the Cool - Gil Evans (Impulse!)                                       | Nominado  | [ 20 ] |
| 1962 | Grabación del año                                                                     | 'Desafinado' (sencillo) - Stan Getz (Verve)                                  | Nominado  | [ 29 ] |
| 1962 | Álbum del año                                                                         | Jazz Samba - Stan Getz y Charlie Byrd (Verve)                                | Nominado  | [ 29 ] |
| 1962 | Mejor Interpretación de Jazz instrumental - grupo pequeño                             | 'Desafinado' - Stan Getz (Verve)                                             | Ganador   | [ 29 ] |
| 1962 | Mejor Interpretación instrumental de Jazz - grupo grande                              | Big Band Bossa Nova - Gary McFarland / Stan Getz (Verve)                     | Nominado  | [ 29 ] |
| 1962 | Mejor interpretación de una orquesta de baile                                         | Big Band Bossa Nova - Gary McFarland / Stan Getz (Verve)                     | Nominado  | [ 29 ] |
| 1962 | Mejor arreglo instrumental                                                            | 'Focus' (single) - Stan Getz (Verve)                                         | Nominado  | [ 29 ] |
| 1962 | Mejor portada de álbum                                                                | Jazz Samba - (Verve)                                                         | Nominado  | [ 29 ] |
| 1963 | Mejor interpretación instrumental de jazz - Solista o grupo pequeño                   | Conversations With Myself - Bill Evans (Verve)                               | Ganador   | [ 37 ] |
| 1964 | Gabación del año                                                                      | 'La Chica de Ipanema' (sencillo) - Stan Getz y Astrud Gilberto (Verve)       | Ganador   | [ 67 ] |
| 1964 | Álbum del año                                                                         | Getz/Gilberto - Stan Getz y Astrud Gilberto (Verve)                          | Ganador   | [ 67 ] |
| 1964 | Mejor interpretación vocal masculina                                                  | Getz/Gilberto - João Gilberto (Verve)                                        | Nominado  | [ 67 ] |
| 1964 | Mejor interpretación instrumental de jazz - solista o grupo pequeño                   | Getz/Gilberto - Stan Getz (Verve)                                            | Ganador   | [ 67 ] |
| 1964 | Mejor ingeniería de sonido                                                            | Getz/Gilberto - Phil Ramone (Verve)                                          | Ganador   | [ 67 ] |
| 1964 | Mejor portada de álbum                                                                | Getz/Gilberto - (Verve)                                                      | Nominado  | [ 67 ] |
| 1964 | Mejore créditos del álbum                                                             | Getz/Gilberto - Gene Lees (Verve)                                            | Nominado  | [ 67 ] |
| 1965 | Mejor interpretación instrumental de jazz - grupo pequeño o solista con grupo pequeño | Trio '65 - Bill Evans Trio (Verve)                                           | Nominado  | [ 68 ] |
| 1965 | Mejor interpretación instrumental de jazz - grupo grande o solista con grupo pequeño  | Guitar Forms - Kenny Burrell (Verve)                                         | Nominado  | [ 68 ] |
| 1965 | Mejor portada de álbum                                                                | Guitar Forms - Kenny Burrell / Rudolph Legname (Verve)                       | Nominado  | [ 68 ] |
| 1966 | Mejor interpretación instrumental de jazz - grupo o solista con grupo                 | Goin' Out Of My Head - Wes Montgomery (Verve)                                | Ganador   | [ 39 ] |
| 1966 | Mejor interpretación instrumental de jazz - grupo o solista con grupo                 | Intermodulation - Bill Evans y Jim Hall (Verve)                              | Nominado  | [ 39 ] |
| 1966 | Mejor interpretación instrumental de jazz - grupo o solista con grupo                 | Bill Evans Trio With Symphony Orchestra - Bill Evans & Claus Ogerman (Verve) | Nominado  | [ 39 ] |
| 1967 | Mejor interpretación instrumental de jazz - grupo pequeño o solista con grupo pequeño | Sweet Rain - Stan Getz (Verve)                                               | Nominado  | [ 69 ] |
| 1968 | Mejor portada de álbum                                                                | Road Song / Wes Montgomery - Pete Turner y Sam Antupit (A&M/CTI)             | Nominado  | [ 70 ] |
| 1968 | Mejor interpretación instrumental de jazz - grupo grande o solista con grupo grande   | Down Here On The Ground - Wes Montgomery (A&M/CTI)                           | Nominado  | [ 70 ] |
| 1969 | Mejor interpretación instrumental de jazz - grupo grane o solista con grupo grande    | Walking In Space - Quincy Jones                                              | Ganador   | [ 71 ] |
| 1970 | Mejor arreglo instrumental                                                            | 'Gula Matari' (single) - Quincy Jones (A&M/CTI)                              | Nominado  | [ 72 ] |
| 1970 | Mejor composición instrumental                                                        | Gula Matari - Quincy Jones (A&M/CTI)                                         | Nominado  | [ 72 ] |
| 1970 | Mejor interpretación instrumental de jazz - grupo grande o solista con grupo grande   | Gula Matari - Quincy Jones (A&M/CTI)                                         | Nominado  | [ 72 ] |
| 1972 | Mejor interpretación por un grupo de jazz                                             | First Light - Freddie Hubbard (CTI)                                          | Ganador   | [ 73 ] |
| 1972 | Mejor interpretación por un grupo de jazz                                             | White Rabbit - George Benson (CTI)                                           | Nominado  | [ 73 ] |
| 1972 | Mejor interpretación por un grupo de jazz                                             | Outback - Joe Farrell (CTI)                                                  | Nominado  | [ 73 ] |
| 1973 | Mejor interpretación instrumental de pop                                              | 'Also Sprach Zarathustra (2001)' - Eumir Deodato (CTI)                       | Ganador   | [ 74 ] |
| 1975 | Mejor interpretación de jazz por un solista                                           | 'Concierto' - Jim Hall (CTI)                                                 | Nominado  | [ 75 ] |
| 1976 | Mejor interpretación instrumental de R&B                                              | 'Theme From Good King Bad' - George Benson (CTI)                             | Ganador   | [ 66 ] |
| 1980 | Mejor arreglo instrumental                                                            | Skylark - Paul Desmond (CTI)                                                 | Nominado  | [ 75 ] |
| 1999 | Salón de la fama                                                                      | Focus - Stan Getz (Verve 1961)                                               | Incluido  | [ 76 ] |
| 1999 | Salón de la fama                                                                      | Getz/Gilberto - Stan Getz y Astrud Gilberto (Verve 1964)                     | Incluido  | [ 77 ] |
| 2000 | Salón de la fama                                                                      | Conversations With Myself - Bill Evans (Verve 1963)                          | Incluido  | [ 78 ] |
| 2000 | Salón de la fama                                                                      | 'Desafinado' (sencillo) - Stan Getz y Charlie Byrd (Verve 1962)              | Incluido  | [ 79 ] |
| 2000 | Salón de la fama                                                                      | 'La Chica de Ipanema' (sencillo) - Stan Getz y Astrud Gilberto (Verve 1964)  | Incluido  | [ 80 ] |
| 2010 | Salón de la fama                                                                      | Jazz Samba - Stan Getz & Charlie Byrd (Verve 1962)                           | Incluido  | [ 81 ] |
| 2011 | Salón de la fama                                                                      | Genius + Soul = Jazz - Ray Charles (Impulse! 1961)                           | Incluido  | [ 82 ] |